# 당유자
당유자(唐柚子, 제주어: 댕유지)는 운향과의 과일 나무(상록 활엽 소교목)이다. 귤속의 재배식물로, 교잡종이 아닌 순수한 포멜로(C. maxima) 재배종이다. 당유자나무는 한국 제주도에 분포하며, 열매가 유자와 유사하게 생겼으나, 유자나무는 포멜로가 아니라 의창지와 감귤나무의 교잡종이다. 귤속 식물의 특성 상 유사해 보이는 식물끼리도 계통이 크게 다를 수 있는데, 당유자와 유자가 그런 경우이다.
맛의 방주에 등재되어 있다.

## 특징
키는 6m 정도로 자라며, 줄기에 가시가 있다. 잎은 길이 10–13 cm, 폭 5 cm 정도이다. 열매는 달걀꼴로, 지름은 가로 9–10 cm, 세로 10–12 cm 정도이며 무게는 300–500g, 껍질 두께는 9mm 정도이다. 열매가 12월이 되면 진한 황색으로 익는데, 과육은 아주 신맛이 나며, 당도는 9~10°Bx 정도이다. 껍질은 약간 씁쓸한 맛이 난다.

## 역사
예로부터 당유자는 민간요법에 사용하거나 각종 제례 시 제사상에 올리는 귀한 과일이었다. 조선 시대 때는 임금에게 진상되는 과일이기도 했다. 1702년 제주목사 이형상이 제주도의 각 고을을 순회한 장면을 화공 김남길이 기록한 채색 화첩인 《탐라순력도(耽羅巡歷圖)》의 〈감귤봉진(柑橘封進)〉에는 진상된 제주 감귤 수가 적혀 있는데, 당유자는 감자(2만 5,842개) 다음으로 많은 4,010개가 진상되었다고 기록되어 있다.
과거에는 남제주군 서귀포읍 지역에서 주로 재배되었으나, 온주귤 등 외래품종의 도입으로 당유자 같은 재래귤 재배가 크게 줄었다. 100년 이상된 나무 24그루는 행정기관에서 보호수로 관리하고, 그 외에는 일부 농가에서 1~2그루씩 기르고 있으며, 2011년에는 서귀포시 서홍동 마을회에서 백년의 감귤마을 사업으로 당유자 200본을 접목해 기르기 시작했다. 2014년에는 슬로 푸드 선정 〈맛의 방주〉에 이름을 올렸다. 이후 제주특별자치도 농업기술원 동부농업기술센터에서 2016년 2농가 4000m²에, 2107년 3농가에 당유자 묘목을 보급했다.

## 이용

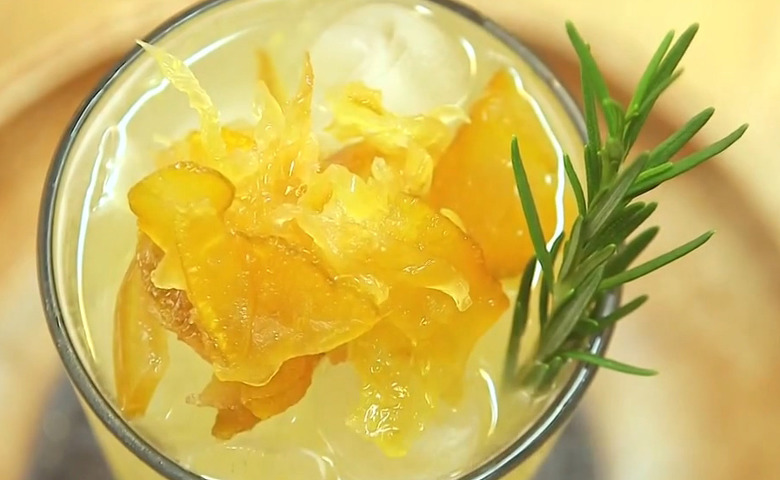
당유자에이드

신맛이 나는 열매로는 유자청을 만들 때와 유사한 방식으로 청을 담가서, 유자차와 유사한 당유자차를 만들어 마시기도 한다. 약간 씁쓸한 맛이 나는 껍질을 말리거나 달여 먹기도 한다. 꽃으로도 당유자꽃차를 만들어 먹는다.

## 같이 보기
- 제주감귤